# Hockey Club Valpellice 2013-2014
Questa pagina contiene i dati relativi alla stagione hockeystica 2013-2014 della società di hockey su ghiaccio Hockey Club Valpellice.

## Roster

### Portieri
- Simone Armand Pilon
- Jeff Frazee
- Andrea Rivoira

### Difensori
- Andrea Ambrosi
- Brent Davidson
- Francesco De Biasio
- Kevin Dusseau
- Joseph Grimaldi
- Māris Jass
- Trevor Johnson
- Eric Michelin Salomon
- Andrea Schina
- Slavomir Tomko

### Attaccanti
- Scott Barney
- Pietro Canale
- Federico Cordin
- Martino Durand Varese
- Brian Ihnacak
- Tyler Maxwell
- Ryan McDonough
- Matteo Mondon Marin
- Paolo Nicolao
- Garry Nunn
- Michal Petrák
- Marco Pozzi
- Patrick Rizzo
- Nicolò Rocca
- Alex Silva
- Dean Strong

### Allenatore
- Mike Flanagan